# Gaia DR3

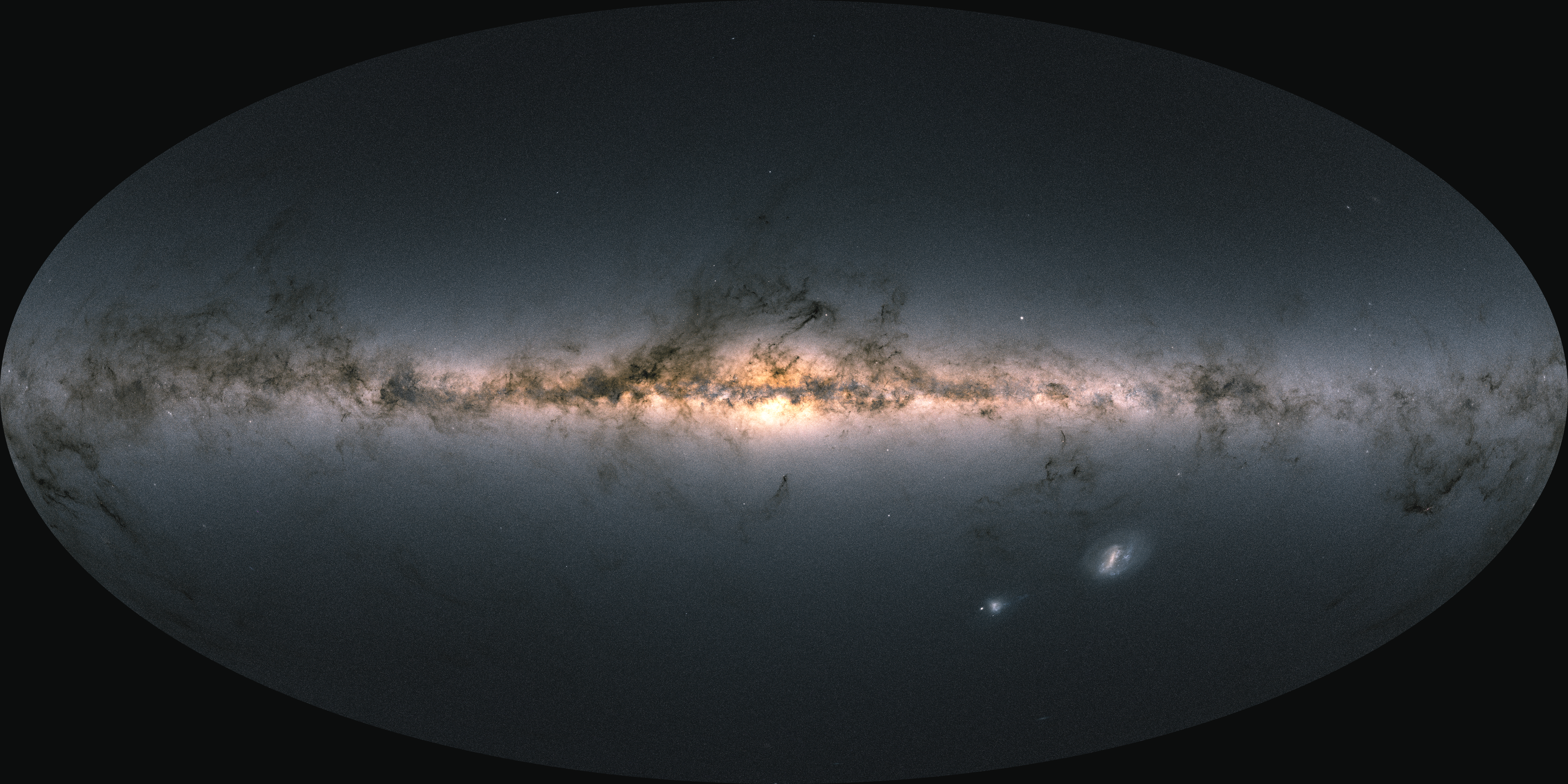
Karte der Sterne mit Farben. Die Helligkeit eines Punktes entspricht der Anzahl und Helligkeit der Objekte, die Farbe entspricht den Daten der Photometer. R G_{RP}-Magnitude, G G-Magnitude, B G_{BP}-Magnitude.

Gaia DR3 ist ein Sternkatalog mit rund 1,8 Milliarden Objekten, basierend auf den Daten der Raumsonde Gaia. Gaia DR3 steht als Abkürzung für Gaia Data Release 3 und ist die vierte große Veröffentlichung der Gaia-Mission vom 13. Juni 2022, herausgegeben von ESA und DPAC.
Die Astrometrie und Photometrie war deutlich früher verfügbar als die übrigen Daten und so wurde ein Teil am 3. Dezember 2020 als Gaia EDR3 frühzeitig veröffentlicht. Gaia EDR3 enthält gegenüber Gaia DR2 mehr Objekte, bessere Sternörter, Parallaxen, Eigenbewegungen, Drei-Band-Photometrie, sowie eine Auswahl von Quasaren.
DR3 hat neben der besseren Astrometrie und Photometrie von EDR3 nun deutlich mehr und verbesserte Radialgeschwindigkeiten, RSV-Magnituden, RVS-Spektren, dazu die spektroskopischen und photometrischen Objektklassifikationen für gut auswertbare Objekte, Informationen zur Sternatmosphäre, Klassifikationen für variable Sterne mit photometrischen Kurven und nicht aufgelöste Galaxien. In diesem Katalog sind deutlich mehr Objekte des Sonnensystems und eine Sammlung von Einzeldaten zu deren Beobachtungen enthalten.
Zum ersten Mal enthält der Katalog Daten von allen DPAC-Arbeitsgruppen in größerem Umfang. Für die Auswertungen dieser Arbeitsgruppen mussten zuerst genügend Daten für die statistische Auswertung gesammelt werden.
Für Gaia DR3 wurden allein vom MareNostrum Supercomputer des BSC in Barcelona 33 Millionen Prozessorstunden geleistet und insgesamt 58 Millionen Prozessorstunden seit Projektbeginn.

## Datengrundlage

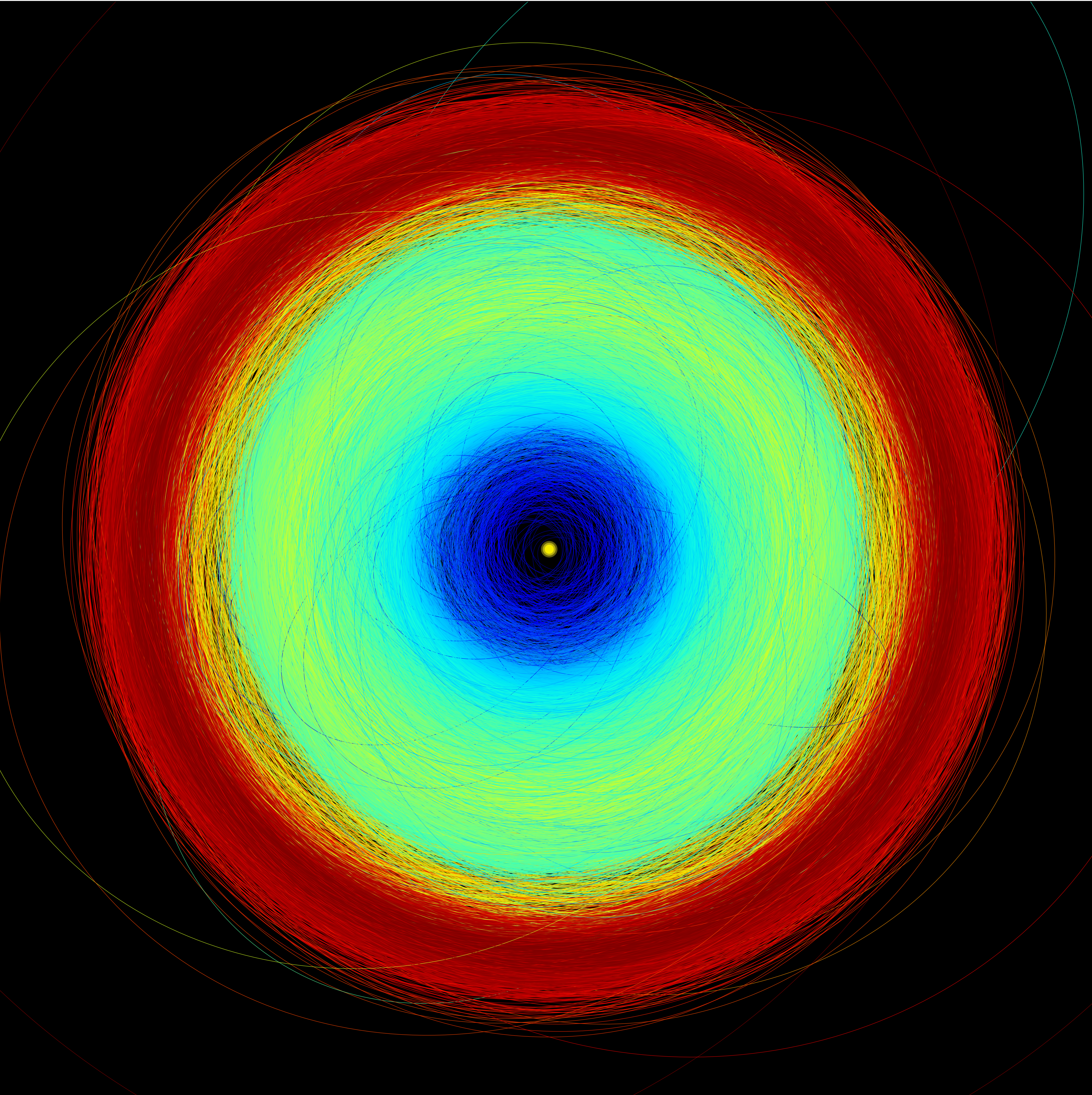
Die Bahnen von 150.000 Asteroiden. Blau Asteroiden im Bereich des inneren Sonnensystems, grün Hauptgürtelasteroiden, rot Jupiter-Trojaner.

Gaia EDR3 und DR3 basieren ausschließlich auf den Gaia-Daten von 34 Monaten Beobachtung vom 25. Juli 2014 bis zum 28. Mai 2017.

## Neue Objekt-IDs
Gaia EDR3 und DR3 ist eine neue Veröffentlichung mit einer veränderten Datengrundlage, einem neuen photometrischen System und teilweise neuen Objektidentifikatoren (IDs), sowie anderer Epoche 2016.0. Ungefähr 3 % der Objekte haben gegenüber DR2 veränderte IDs, die Objekteliste muss daher unabhängig von DR1 und DR2 betrachtet werden. Mit jeder neuen Veröffentlichung werden die Objekt-IDs stabiler. Für eine eindeutige Identifikation muss mit der ID immer der Katalog angegeben werden.
Die ID enthält ein HEALPix Sky Pixel zur ungefähren Position und eine fortlaufende Nummer des Objekts innerhalb des Pixelbereichs. Die Sonnensystemobjekte bewegen sich stark über den gesamten Himmel und haben daher kein HEALPix Sky Pixel, sie folgen einer anderen Nummerierung.
Es gibt einen Abgleich zu Gaia DR2, Hipparcos-2, Tycho-2, 2MASS Point Source Cataloge, SDSS DR9, Pan-STARRS, GSC2.3, PPM-XL, AllWISE und URAT-1. Dabei wurde für ein Objekt aus dem Gaiakatalog automatisch das passendste Objekt aus jedem der anderen Kataloge ermittelt. Zusätzlich wird beim Datenabruf auch eine Liste von in Frage kommenden weiteren Treffern in der näheren Umgebung ausgegeben. Die entsprechenden Objekte liegen jeweils noch im Bereich der Restunsicherheit. Für den Abgleich wurden nicht nur die Position, sondern auch andere verfügbare Daten herangezogen.
Alle Daten von DR3 sind über das Internet aus jedem der fünf Datenzentren des Gaia-Archivs abrufbar. Es gibt außer der Pflicht zur Nennung der Quelle keine Beschränkung in der Nutzung dieser Daten. Der gesamte Gaia-DR3-Datensatz ist in einem komprimierten Datenformat verfügbar. Die Liste zum Abgleich zwischen den verschiedenen Katalogen kann ebenfalls heruntergeladen werden.

## Ergebnis
| Art der Objekte | Anzahl                                      | verfügbare Daten | Messunsicherheit | sonstige Unsicherheiten |
| --- | ------------------------------------------- | --- | --- | --- |
| Astrometrie |                                             | | | |
| Objekte insgesamt G ≈ 3 bis ≈ 21, J: 2016.0 | 1.811.709.771                               | - Position | systematischer Fehler der Position < 0,05 mas (positionsabhängig, gemittelt) | |
| Objekte ohne G-Magnitude (Objekte mit wenigen Beobachtungen und unzureichenden Magnituden- und Farbmessungen. Externe Magnituden sind nicht Teil von DR3) | 5.401.215 54.125                            | - Position - ext. Magnituden mit allgemeiner SSC für 5.401.215 Objekte - ext. VPU-Magnitude (GVPU) für 54.125 Objekte    | systematischer Fehler der Position < 0,05 mas (positionsabhängig, gemittelt) | GVPU: 10 % Unsicherheit (nicht Teil von DR3) |
| Objekte mit G-Band-Magnitude | 1.806.254.432                               | - Position (α, δ), - G-Band-Magnitude (G)                                                                                | systematischer Fehler der Position < 0,05 mas (positionsabhängig, gemittelt) | G-Band-Magnitude (mmag) - G < 13: 0,3 - G = 17: 1 - G = 20: 6 |
| Objekte mit zwei Parametern bis G ≈ 21 (v. a. lichtschwache Objekte mit wenigen Beobachtungen, nur mit Position und Magnituden) | 343.964.953                                 | ausschließlich - Position (α, δ) - G-Band-Magnitude (G)                                                                  | Position - 1–3 mas | |
| Objekte mit fünf Parametern Magnitude von G ≈ 21 bis G ≈ 3 | 585.416.709                                 | - Position (α, δ) - G-Band-Magnitude (G) - Parallaxe {\displaystyle \varpi } - Winkelgeschwindigkeit (μα, µδ)            | Position (mas) - G < 15: 0,01–0,02 - G = 17: 0,05 - G = 20: 0,4 - G = 21: 1,0 Parallaxe (mas) - G < 15: 0,02–0,03 - G = 17: 0,07 - G = 20: 0,5 - G = 21: 1,3 Winkelgeschwindigkeit (mas/Jahr) - G < 15: 0,02–0,03 - G = 17: 0,07 - G = 20: 0,5. - G = 21: 1,4 | |
| Objekte mit fünf Parametern + Pseudofarbe (sechs Parameter) (Objekte mit unvollständigen Farbmessungen und einer angenäherten Kalibrierung) | 882.328.109                                 | - Position (α, δ) - G-Band-Magnitude - Parallaxe {\displaystyle \varpi } - Winkelgeschwindigkeit (μα, µδ), - Pseudofarbe | Position (mas) - G < 15: 0,01–0,02 - G = 17: 0,05 - G = 20: 0,4 - G = 21: 1,0 Parallaxe (mas) - G < 15: 0,02–0,03 - G = 17: 0,07 - G = 20: 0,5 - G = 21: 1,3 Winkelgeschwindigkeit (mas/Jahr) - G < 15: 0,02–0,03 - G = 17: 0,07 - G = 20: 0,5. - G = 21: 1,4 | Position (mas) - G < 15: 0,02–0,03 - G = 17: 0,08 - G = 20: 0,4 - G = 21: 1,0 Parallaxe (mas) - G < 15: 0,02–0,04 - G = 17: 0,1 - G = 20: 0,5 - G = 21: 1,4 Winkelgeschwindigkeit (mas/Jahr) - G < 15: 0,02–0,04 - G = 17: 0,1 - G = 20: 0,6 - G = 21: 1,5 |
| Photometrie |                                             | | | |
| Objekte mit Daten des blauen Photometers (BP) | 1.542.033.472                               | - Position - G-Band-Magnitude - GBP Magnitude / GRP Magnitude                                                            | | GBP (mmag) - G < 13: 0,9 - G = 17: 12 - G = 20: 108 |
| Objekte mit Daten des roten Photometers (RP) | 1.554.997.939                               | - Position - G-Band-Magnitude - GBP Magnitude / GRP Magnitude                                                            | GRP (mmag) - G < 13: 0,6 - G = 17: 6 - G = 20: 53 | |
| Objekte mit Spektren des BP und RP | 219.197.643                                 | - Zusätzlich Spektren des BP und RP                                                                                      | | - G < 17,65 mit wenigen Ausnahmen |
| Radialgeschwindigkeit |                                             | | | |
| Objekte mit Radialgeschwindigkeit - Magnitude GRVS < 14 - Temperatur (Teff) von 3100 bis 14500 K | 33.812.183                                  | - 5 Parameter Astrometrie - Radialgeschwindigkeit                                                                        | | - mittlere Abweichung 1,5 km/s oder weniger bei G=4 bis G=16 |
| Objekte mit Radialgeschwindigkeit und allgemeinen GRVS-Magnituden | 32.232.187                                  | - zusätzlich GRVS-Magnituden                                                                                             | | |
| Objekte mit Radialgeschwindigkeit und RVS-Spektren | 999.645                                     | - zusätzlich GRVS-Magnituden - zusätzlich GRVS-Spektren                                                                  | | |
| Astrophysikalische Parameter |                                             | | | |
| Objekte mit astrophysikalischen Parametern aus den BP und RP-Spektren | 470.759.263                                 | Teff, logg, [M/H], AG, Abstand                                                                                           | | |
| Objekte mit astrophysikalischen Parametern aus RVS -Spektren Objekte mit Rotationsgeschwindigkeit Variable Objekte mit Kurven der Radialgeschwindigkeiten Elementreiche Objekte aus RSV-Spektren (bis zu 12 Elemente) Objekte mit diffusem interstellarem Band im RSV-Spektrum | 5.591.594 3.524.677 1.898 2.505.632 472.584 | | | |
| Objektklassen |                                             | | | |
| Objekte mit Objektklassen | 1.590.760.469                               | | | |
| Objekte mit Spektralklassen | 348.711.151                                 | | | |
| Variable Objekte mit Lichtkurven (Veränderliche Sterne) | 10.509.536                                  | 24 Klassen | | |
| Nicht aufgelöste Doppel- und Mehrfachsysteme | 348.711.151                                 | | | |
| Doppel- und Mehrfachsterne (astrometrisch, spektroskopisch, bedeckungsveränderlich, Umlaufperiode, Trends) | 813.687                                     | | | |
| Doppel- und Mehrfachsterne mit astrometrischen Lösungen | 135.760                                     | | | |
| Doppel- und Mehrfachsterne mit spektroskopischen Lösungen (SB1 / SB2) | 186.905                                     | | | |
| Doppel- und Mehrfachster bedeckungsveränderlich | 87.073                                      | | | |
| Sterne mit Emissionslinien | 57.511                                      | | | |
| Objekte mit Daten zur Entwicklung (Masse und Alter) | 128.611.111                                 | | | |
| Heiße Sterne mit spektroskopischen Parametern | 2.382.015                                   | | | |
| Ultrakühle Sterne | 94.158                                      | | | |
| Kühle Sterne mit Aktivitätsindex | 1.349.499                                   | | | |
| Objekte mit H-alpha Emission | 235.384.119                                 | | | |
| Quasare, Objekte des Gaia Celestial Reference Frame 3 | 1.614.173                                   | Quasare und aktive galaktische Kerne für den Bezugsrahmen GCRF3                                                          | Abweichung vom extragalaktischen Nullpunkt: -17 μas. | |
| Objekte des ICRF3 (Nur Objekte mit 5 Parametern, die für die Ausrichtung an ICRF3 benutzt wurden). | 2.269                                       | Quasare, die mit ICRF im optischen Bereich übereinstimmen                                                                | Gaia-CRF3-Übereinstimmung (mas): - Position: G = 19: 0,01 | restliche Rotation gegenüber ICRF3 (mas/Jahr): - G = 19: 0,01 |
| Quasarkandidaten Quasarkandidaten mit Rotverschiebung Quasarkandidaten mit erkannter Galaxie Quasarkandidaten mit Galaxie und Helligkeitsprofil | 6.649.162 6.375.063 64.498 15.867           | | | |
| Galaxienkandidaten Galaxienkandidaten mit Rotverschiebung Galaxienkandidaten mit Helligkeitsprofil | 4.842.342 1.367.153 914.837                 | | | |
| Sonnensystem |                                             | | | |
| Sonnensystemobjekte (SSO), Asteroiden und Kometen Sonnensystemobjekte mit Orbits Sonnensystemobjekte mit Epochenastronomie (Transits) Reflektierte Spektren BP/RP von SSO (Durchschnitt)                                                                                       | 158.152 154.787 23.336.467 60.518           | | | |
| Planetenmonde | 31                                          | | | |

## Gaia Catalogue of Nearby Stars (GCNS)
Der Gaia Catalogue of Nearby Stars ist ein Unterkatalog von DR3. Die Details zu diesem Katalog sind im Artikel Gaia EDR3 beschrieben.

## Gaia Andromeda Photometric Survey (GAPS)
Ein Katalog von 1.257.319 Objekten mit Lichtkurven für alle Objekte im Umkreis von 5,5° um die Andromedagalaxie M31. Mit photometrischer Serie aller Objekte.

## Bekannte Grenzen
Die Objekteliste der Hauptdatenbank enthält ungefähr 2,5 Milliarden Objekte und ist im hellen Bereich vollständiger. Am lichtschwachen Ende ist die Magnitudengrenze nicht genau festgelegt und variiert entsprechend der Sternendichte und der Zahl der Beobachtungen. Gebiete mit hoher Sternendichte haben generell ein niedrigeres Magnitudenlimit, weil dort lichtschwache Objekte eher überstrahlt werden und zugunsten heller Objekte nicht alle lichtschwachen Objekte erfasst werden können. Gaia DR3 ist trotz aller Verbesserungen immer noch ein vorläufiger Katalog auf begrenzter Datenbasis. Von den erfassten Objekten wurden nur diejenigen veröffentlicht, die ausreichend Beobachtungsdaten haben und genau genug ausgewertet werden konnten. Der RUWE-Qualitätsindikator (Renormalised Unit Weight Error) für die Astrometrie ist nun im Katalog enthalten. Bekannte Probleme werden auf einer Internetseite veröffentlicht und dokumentiert.

### Auflösung
Die Auflösung wurde verbessert. Ab einem Winkelabstand von ∼1,5 Bogensekunden beginnt sich die Trennung von Objekten zu verschlechtern. Ab ∼0,7 Bogensekunden verschlechtert sich die Trennung rapide. Trotzdem konnten viele eng beieinander stehende Sterne bei Abständen zwischen 0,18 und 0,4 Bogensekunden, die bei Gaia DR2 noch als Duplikate verworfen wurden, als zwei getrennte Objekte und mögliche Doppelsterne identifiziert werden. Zwei Objekte mit einem Abstand von ∼0,2 – 0,3 Bogensekunden werden je nach Scanrichtung einmal als ein Objekt erkannt, ein anderes Mal als zwei Objekte. Solche Objekte können ungewöhnlich hohe positive oder negative Werte für die Parallaxe aufweisen. Betroffen von diesem Problem sind vor allem lichtschwache Objekte in Regionen mit hoher Sterndichte.

### Vollständigkeit
Die Objekte in diesem Katalog haben ein Magnitudenlimit zwischen G = 3 und G = 21 scheinbarer Helligkeit. Die hellsten Objekte mit G < 3 fehlen (insgesamt weniger als 300 Objekte), sie können bisher von Gaia noch nicht ausgewertet werden. Im hellen Bereich bei G < 7 hat sich im Vergleich zu Gaia DR2 wenig verändert, aber am lichtschwachen Ende sind Objekte hinzugekommen. Der Katalog ist weitgehend vollständig im Magnitudenbereich zwischen G = 12 und G = 17. Es bestehen noch kleinere Lücken in der Himmelsabdeckung, da nicht alle Bereiche gleichmäßig erfasst wurden. Außerdem gibt es Lücken in der Nähe von hellen Sternen. Diese Bereiche sind aufgrund niederer Qualität oder zu wenigen Beobachtungen ausgefiltert. Ausgefiltert wurden auch Objekte, bei denen die einzelnen Messungen zu stark voneinander abweichen.

### Astrometrie
Die Astrometrie ist im Artikel Gaia EDR3 beschrieben.

### Photometrie
Das photometrische System, Passbänder und Empfindlichkeitskurven für G, GBP und GRP von Gaia EDR3/DR3 wurden neu definiert und unterscheiden sich von Gaia DR1 und Gaia DR2.

## Meilensteine
Der erste Katalog Gaia DR1 mit 1,1 Milliarden Objekten wurde am 14. September 2016 veröffentlicht. Der zweite Katalog Gaia DR2 mit 1,7 Milliarden Objekten wurde am 25. April 2018 veröffentlicht.
Der dritte Katalog wurde in zwei Teilen veröffentlicht. Der erste Teil Gaia EDR3 mit 1,8 Milliarden Objekten mit verbesserter Astrometrie und Photometrie kam am 3. Dezember 2020 heraus. Der vollständige Katalog Gaia DR3 erschien am 13. Juni 2022, wegen Verzögerungen aufgrund der COVID-19-Pandemie, ein Jahr später als ursprünglich geplant.
Ein Update namens Gaia FPR (Focused Product Release) wurde am 10. Oktober 2023 veröffentlicht. Die Inhalte sind deutlich verbesserte Daten für Sonnensystemobjekte, Astrometrie und Photometrie des Kugelsternhaufens Omega Centauri mit ca. 500.000 neuen Objekten, Ergebnisse der Analyse von Quasaren und Gravitationslinsen, Analysen von interstellarem Gas und Absorptionslinien, sowie erweiterte Daten für variable Sterne mit langen Perioden.
Gaia DR4 soll die Ergebnisse aus 66 Monaten Beobachtung enthalten, erstmals auch mit einem Katalog von Exoplaneten. Er soll frühestens Mitte 2026 herauskommen. Der letzte Katalog Gaia DR5 soll nicht vor Ende 2030 herauskommen.